# Pixifoly
Pixifoly est une ancienne émission de télévision, consacrée à l'univers des jeux vidéo, diffusée sur TF1 entre 1983 et janvier 1985 dans le programme Vitamine, d'abord un mercredi sur deux à 15h50, puis chaque mercredi à 14h.
Les animateurs Mélanie, Dominique Lenglart, Antoine et Amélie Gonin vont ainsi vivre toute une série d'aventures insolites dans l'univers de ces jeux par le biais d'incrustations sur fond bleu dans des décors conçus à la palette graphique. Chaque émission, d'une durée de 15 minutes environ, s'achève invariablement par un baptême de l'image où l'on peut voir des séquences en images de synthèse issues de simulateurs de vol.

## Générique
- Idée originale : Cécile Roger-Machart et Jacques Peyrache[1]
- Réalisation : Jacques Peyrache[1]
- Conseiller technique : Jean-Michel Blottière[1]
- Musique : Alain Guélis
- Décor : Jean-Claude Schwalberg[1]
- Palette graphique : François Helt, Thierry Vilar (Images Intégrales)[1]